# Co je šeptem…
Co je šeptem… (orig. Rumor Has It…) je americko-australsko-německá filmová komedie z roku 2005 režiséra Roba Reinera. Scénář Teda Griffina částečně vychází z knihy Charlese Webba The Graduate z roku 1963. Hlavní role ve filmu ztvárnili Jennifer Aniston, Kevin Costner, Shirley MacLaine a Mark Ruffalo.

## Děj

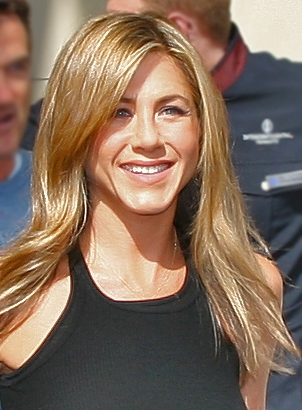
Jennifer Aniston (2008)

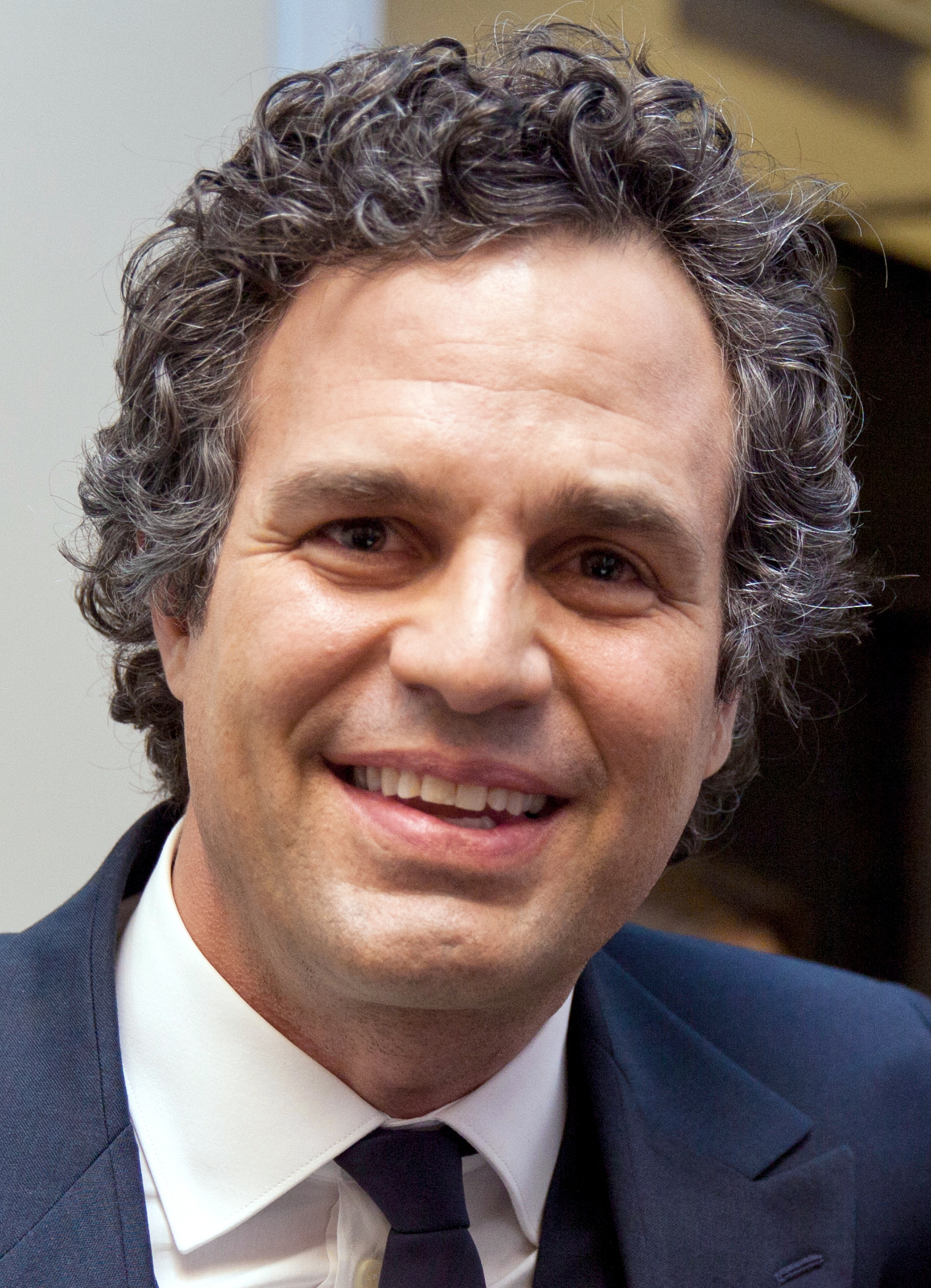
Mark Ruffalo (2014)

Sarah Huttingerová, autorka nekrologů a svatebních oznámení pro New York Times, odcestuje v roce 1997 se svým snoubencem Jeffem Dalym do Pasadeny na svatbu své sestry Annie. Na předsvatební party se Sarah od babičky Katherine dozví, že její matka Jocelyn utekla týden před svatbou s Earlem do Cabo San Lucas, kde byla se svým spolužákem Beauem Burroughsem. Jeff poukáže na to, že se Sařini rodiče vzali pouze krátkých 9 měsíců před tím, než se Sarah narodila. To vede Saru k domněnce, zda není Beau jejím biologickým otcem. Sarah také zjistí, že její babička by mohla být inspirací pro postavu paní Robinsonová, z románu The Graduate a filmu Absolvent.
Po svatbě se Sarah rozhodne odletět do San Francisca, aby zjistila více o Beauovi a minulosti své matky. Beau, nyní úspěšný a velmi bohatý muž ze Silicon Valley, zde má projev na konferenci. Sarah se s ním setká a on přizná dávný poměr, ale ujistí ji, že nemůže být její otec, protože si zranil již na střední škole při fotbalu varlata a je proto sterilní. Jdou se spolu napít a druhý den se Sarah probudí v Beauově posteli v domě v Half Moon Bay.
Ačkoli se cítí provinile, nechá se Beauem přemluvit, aby s ním posnídala. Snídaně se uskuteční, ale ne v Half Moon Bay, nýbrž v domě v Itálii, kam odletěli Beauovým letadlem. Sarah se nechá přesvědčit, aby šla na charitativní ples. Tam potká Beauova syna Blakea. Beau to vysvětlí tím, že jeho žena chtěla biologického syna, a tak byla uměle oplodněna. Uklidněná Sarah Beau políbí, ale je přistižena svým snoubencem Jeffem, jenž se jí vydal hledat zpět do Kalifornie. Po hádce Jeff Sarah opustí.
Skleslá Sarah se vydá navštívit babičku. Ta se rozčílí, když zjistí, že její vnučka spala s Beauem. Ona sama s ním kdysi také měla poměr. Obě se pak dozvědí, že Annie dostala během letu na líbánky záchvat úzkosti a chce mluvit se sestrou. Sarah sestře prozradí, že tři generace žen z jejich rodiny měly poměr s Beauem. Sarah pak ujistí Annie, že opravdu miluje svého manžela Scotta, a uvědomí si při tom, že je připravená vdát se za Jeffa.
Vyjde najevo, že Earl je ten, kdo způsobil Beauovi jeho zranění varlat. Proto je Beau v Earlově přítomnosti nesvůj, z čehož má radost Katherine. Earl prozradí Sarah, že vždycky věděl o poměru mezi Beauem a Jocelyn. Jocelyn se ale i tak vrátila k Earlovi, protože ho milovala a právě on byl tím, s kým chtěla žít. Tu noc, kdy se vrátila, byla počata Sarah. To vysvětluje časové nesrovnalosti mezi svatbou a jejím narozením.
Sarah je odhodlaná získat Jeffa zpět, letí do New Yorku a řekne mu o svých citech. Vrátí se k sobě pod podmínkou, že, jestli budou mít někdy dceru, nebude mít dovoleno přiblížit se k Beauovi. Film končí svatbou Sarah a Jeffa.

## Obsazení
| Jennifer Aniston     | Sarah Huttingerová  |
| Kevin Costner        | Beau Burroughs      |
| Shirley MacLaine     | Katharine Richelieu |
| Mark Ruffalo         | Jeff Daly           |
| Richard Jenkins      | Earl Huttinger      |
| Mena Suvari          | Annie Huttingerová  |
| Mike Vogel           | Blake Burroughs     |
| Steve Sandvoss       | Scott               |
| Christopher McDonald | Roger               |
| Kathy Bates          | teta Mitsy          |

## Výroba
Původním režisérem filmu byl scenárista Ted Griffin, ale po začátku natáčení v červenci 2004 se objevily problémy. Produkce byla již v prvním týdnu zpožděná o několik dnů a na začátku srpna Griffin propustil kameramana Eda Lachmana. Následující den byl Ted Griffin propuštěn výkonným producentem Stevenem Soderberghem a natáčení bylo ukončeno, aby mohl nový režisér Rob Reiner provést změny ve scénáři, obsazení a týmu. Reiner nahradil původně obsazené herce Charlieho Hunnama, Lesley Ann Warren, Tonyho Billa a Gretu Scacchi.